# Estruplund
Estruplund er en hovedgård som ligger i Estruplund Sogn i Norddjurs Kommune.
Estruplund var oprindelig navnet på en skov i Estrup Sogn. Den tilhørte sammen med det meste af sognet i sluningen af det 15. århundrede hr. Erik Ottesen Rosenkrantz. 1499 udlagde han skoven og godset til sin afdøde søn Holgers børn. Det er formodentlig dette gods, som blev oprindelsen til Hovedgården Estruplund. Hovedbygningen er opført 1863 og ombygget i 1916.
Estruplund Gods er på 479 hektar med Tørslevgård

## Ejere af Estruplund
- (1609-1612) Anders Jørgensen Friis
- (1612-1625) Eske Brock
- (1625) Elisabeth Eskesdatter Brock gift Lykke
- (1625-1655) Frands Lykke
- (1655-1661) Kaj Lykke
- (1661-1662) Kronen
- (1662-1663) Peder Nielsen Gad
- (1663-1668) Peder Nielsen Gads dødsbo
- (1668-1678) Knud Jensen
- (1678-1680) Maren Jensdatter Hammel gift Jensen
- (1680-1684) Johan Rantzau
- (1684-1712) Laurids Eriksen Wraae
- (1712-1723) Else Eskildsdatter gift Wraae
- (1723-1744) Jacob Kaalund
- (1744-1745) Jacob Kaalunds dødsbo
- (1745-1750) Hans Eilersen Steenfeldt
- (1750-1765) Hans Vincentsen Tørsleff
- (1765-1783) Laurits Christian Hansen Tørsleff
- (1783-1785) Anna Margrethe Schifter gift Tørsleff
- (1785-1787) Christoffer Møller
- (1787-1791) Hans Adolf Møller
- (1791-1806) greve Preben Brahe Schack
- (1806-1825) Johan Caspar Mylius
- (1825-1853) Sigismund Wolff Veith de Mylius
- (1853-1854) Hans Müller / Frederik Buchwald
- (1854-1899) Johan Christian Buchwald
- (1899-1902) Sparekassen Bikuben
- (1902-1911) Just Henrik Krieger
- (1911-1912) Christian Frederik Lehrman
- (1912-1942) Valdemar Krieger
- (1942-2000) Oluf Krieger von Lowzow
- (2000-) Klavs Krieger von Lowzow